# Caprimulgus aegyptius
El chotacabras egipcio, chotacabra egipcia o chotacabras sahariano (Caprimulgus aegyptius) es una especie de ave caprimulgiforme de la familia Caprimulgidae propia del norte de África y Oriente Medio.
Mide unos 25 cm de largo y la envergadura de sus alas es 55 cm. Su plumaje es mucho más claro que el del chotacabras europeo. El adulto tiene colores en la gama del arena, con pintas en marrón. Sus partes inferiores son color arena o blancuzcas. Es más pequeño, pero relativamente sus alas y cola son más largas que las de las especies más difundidas. Al igual que otros, alas largas, plumón esponjoso y suave, y hábitos nocturnos. El macho tiene pequeñas manchas blancas en las alas. 
Vuela al atardecer, a menudo al ponerse el sol, con vuelo silencioso; alterna el batir poderoso de sus alas alterna con planeos con sus alas quietas.

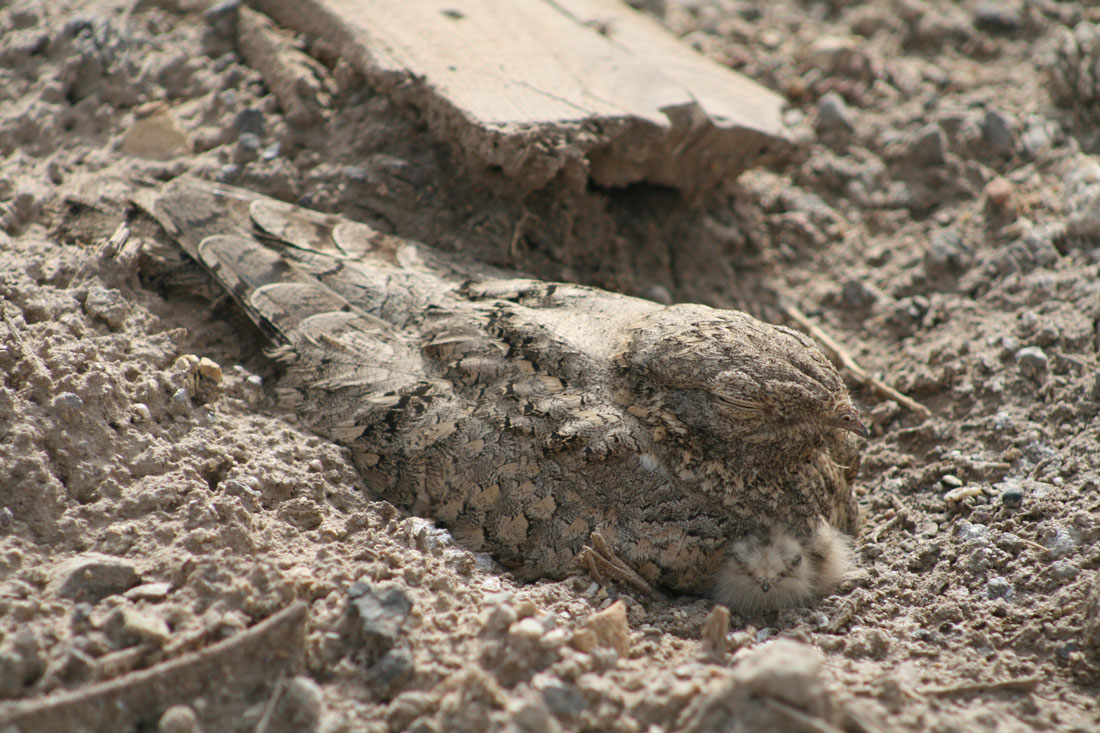
Descansando durante el día.

Su llamado es un kroo-kroo-kroo… repetitivo y mecánico, que se leeva y desciende de tono al mover el ave su cabeza de lado a lado. Se alimenta de insectos del crepúsculo, tales como polillas o mariposas nocturnas.
Durante el día reposa silencioso sobre el terreno, camuflado con su plumaje; es difícil de detectar, mimetizándose con el suelo arenoso. No construye nido; pone los 2 huevos elongados elípticos en el suelo desnudo.

## Distribución

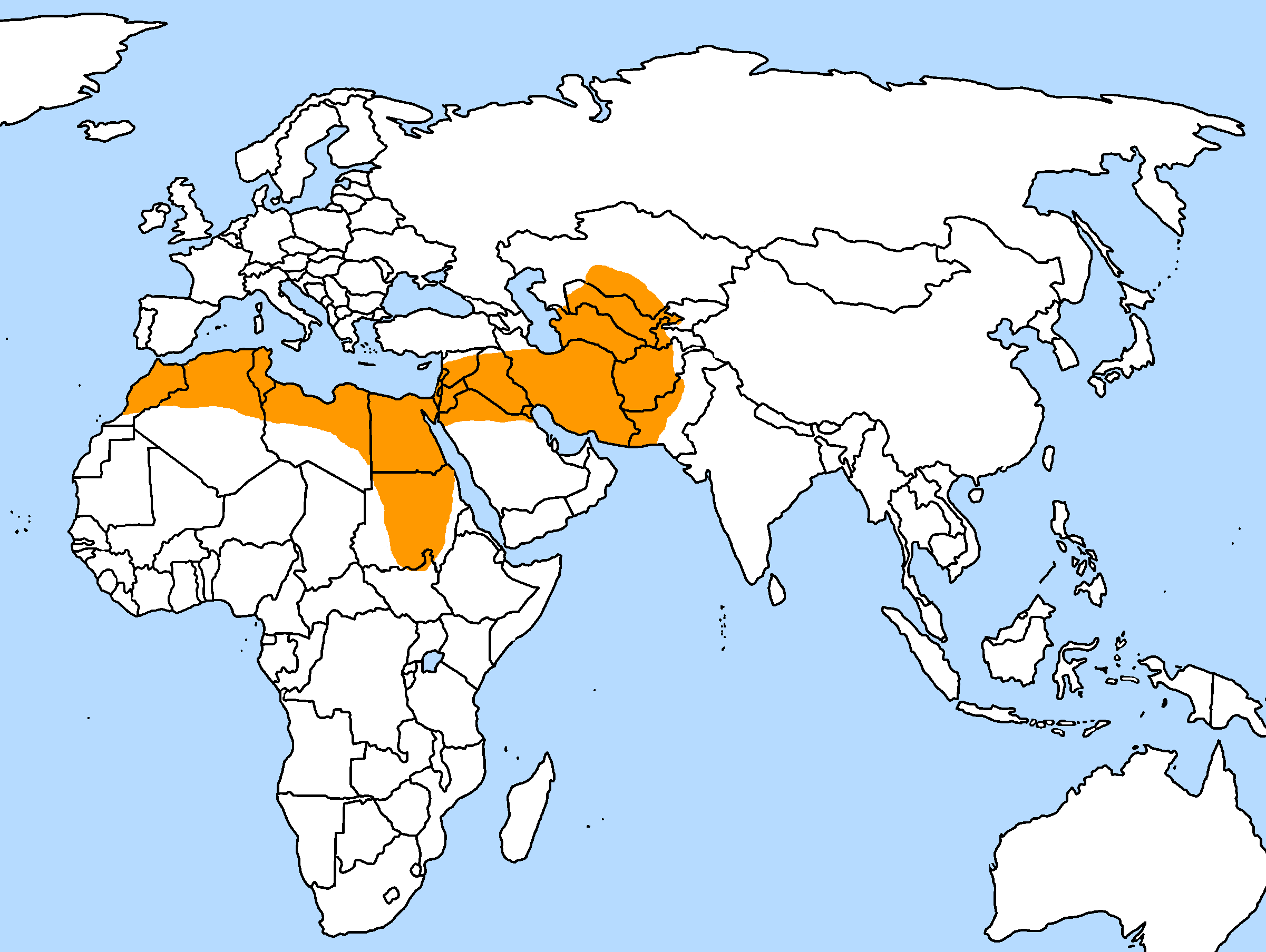

Se lo encuentra en el suroeste de Asia y el norte de África, y durante el invierno en África tropical. Es un ave migratoria tardía, pocas veces aparece antes de abril o comienzos de mayo. Rara vez visita Europa.